# Yellow Button (Rose)
Die Rosensorte Yellow Button ist eine Englische Rose, die David Austin 1975 eingeführt hat. Sie ist ein Abkömmling von 'Wife of Bath' x 'Chinatown'. Sie ist die erste gelbe Englische Rose, die Austin in den Handel gebracht hat.

## Beschreibung
Die Rosensorte ist selbst eher schwach und kommt daher schon seit den 1980er Jahren nicht mehr in der Verkauf, als Elternteil von bedeutenden Englischen Rosen ist Yellow Button aber sehr wichtig für die Züchtungen von Austin.
Dazu schreibt Austin Zitat:

„… Ich war schon immer überzeugt, daß eine Kreuzung zwischen 'Graham Thomas' und 'Yellow Button' eine Sorte ergeben müßte ... Leider erwies sich eine solche Kreuzung als sehr schwierig, da 'Yellow Button' nur wenig Pollen und keine Samen produziert. Nur, indem wir winzige Mengen von Pollen von hunderten Blüten sammelten, erhielten wir genügend für unsere Züchtung.“

Die 'Yellow Button' hat einen niedrigen Wuchs von ca. 75 cm Höhe und ebensolcher Breite. Die Blüten sind mittelgroß, rosettenförmig mit zurückgebogenen Blütenblättern, geviertelt, mit einem Knopfauge. Die Farbe schwankt zwischen hellem und dunklerem Gelb, in der Mitte zeigt sich oft ein dottergelber Klecks, daher auch der Name. Der Duft ist kräftig und fruchtig. Das Laub ist blassgrün und glänzend.